# Andrea Benetti
Andrea Benetti, italijanski slikar, * 15. januar 1964, Bologna, Italija
Je avtor manifesta neojamske umetnosti, predstavljenega leta 2009 na 53. beneškem bienalu na univerzi Ca' Foscari.

## Življenjepis
Andrea Benetti je italijanski slikar, fotograf in oblikovalec, rojen v Bologni leta 1964. Je avtor manifesta neojamske umetnosti, ki ga je predstavil na 53. beneškem bienalu umetnosti leta 2009.
Njegova umetnost je navdihnjena z neposrednim sklicevanjem in posredno na prve umetniške oblike prazgodovinskega človeka. Iz jamskih del si je Benetti sposodil njihove slogovne poteze in ustvaril dela, natlačena s stiliziranimi zoomorfnimi in antropomorfnimi motivi, geometrijskimi oblikami in abstraktnimi oblikami, z barvnimi polji, poudarjena z uporabo rastlinskih pigmentov in tehnik, kot so bas relief in grafiti.
Njegovo delo je bilo razstavljeno v glavnih domačih in tujih umetniških zbirkah (kot so zbirke Združenih narodov, Vatikana in Kvirinala) med njegovimi najnovejšimi razstavami pa so »Barve in zvoki izvora« (Bologna, Palazzo D 'Accursio, 2013), »VR60768 · antropomorfna figura« (Rim, Poslanska zbornica, 2015),  »Pater Luminum« (Gallipoli, Mestni muzej, 2017) in »Obrazi proti nasilju« (Bologna, Palazzo D'Accursio, 2017).
Leta 2020 je prejel »Nettunovo nagrado« mesta Bologna.

## Muzeji in zbirke
Zasebni in institucionalni muzeji ter umetniške zbirke, ki so pridobile dela Andree Benettija:
- Umetniška zbirka Združenih narodov (New York, ZDA)[11]
- Vatikanska umetniška zbirka (Città del Vaticano)[12]
- MACIA - Italijanski muzej sodobne umetnosti v Ameriki (San José - Kostarika)[13]
- Kvirinalna umetniška zbirka ∙ Italijansko predsedstvo republike ∙ (Rim - Italija)[6]
- Palazzo Montecitorio ∙ Italijanski parlament De Poslanska zbornica (Rim - Italija)[14]
- Umetniška zbirka Univerze v Ferrari (Ferrara - Italija)[15]
- Umetniška zbirka Univerze v Bariju (Bari - Italija)[16]
- Mambo ∙ Muzej moderne umetnosti Bologna (Bologna - Italija)[17]
- Museion ∙ Muzej moderne in sodobne umetnosti Bolzano (Bolzano - Italija)[18]
- CAMeC - Camec ∙ Center moderne in sodobne umetnosti - (La Spezia - Italija)[19]
- Muzej FP Michetti (Francavilla al Mare - Italija)[20]
- Muzej sodobne umetnosti Osvaldo Licini (Ascoli Piceno - Italija)[21]
- Umetniška zbirka občine Lecce (Lecce - Italija)[22]